# Телевидение в Беларуси
Телевидение в Беларуси представлено как эфирными, так и кабельными телеканалами.
- Кабельные сети наполняют контент с помощью приёма спутникового и эфирного телевидения, а также с помощью IPTV.

## История

### Монополия Гостелерадио СССР (1956—1991)
В 1933 году были созданы Всесоюзный комитет по радиофикации и радиовещания при СНК СССР (Радиокомитет СССР) и Комитет по радиофикации и радиовещанию при СНК БССР (Радиокомитет БССР), в 1949 году они были реорганизованы в Комитет радиоинформации при СМ СССР и Комитет радиоинформации при СМ БССР, в 1953 году в Главное управление радиоинформации Министерства культуры СССР (Радиоуправление СССР) и Главное управление радиоинформации Министерства культуры БССР (Радиоуправление БССР), соответственно. 1 января 1956 года Радиоуправление СССР начало ретрансляцию на БССР I программы Центрального телевидения, а Радиоуправление БССР запустил блок республиканских телепередач — «Белорусское телевидение» (БТ). В 1957 году Радиоуправление СССР было выведено из подчинения Министерства культуры СССР и реорганизовано в Государственный комитет СССР по телевидению и радиовещанию (Гостелерадио СССР), аналогично Радиоуправление БССР было выведено из подчинения Министерства культуры БССР и реорганизовано в Государственный комитет БССР по телевидению и радиовещанию (Гостелерадио БССР). В 1970-е гг. Гостелерадио БССР на втором канале начал ретрансляцию Московской программы ЦТ.
14 июля 1990 года была создана Всероссийская государственная телерадиокомпания (ВГТРК), 13 мая 1991 года она в вечернем эфире второго канала запустила телеканал РТВ («Российское телевидение»), позже переименованный в РТР («Российское телевидение и радио»). 8 февраля 1991 года Гостелерадио СССР было переименовано во Всесоюзную государственную телерадиокомпанию, 27 декабря — в Российскую государственную телерадиокомпанию «Останкино» (РГТРК «Останкино»), I программа ЦТ в 1-й канал Останкино. В сентябре 1991 года Гостелерадио БССР было переименовано в Государственный комитет Республики Беларусь по телевидению и радиовещанию (Гостелерадио Республики Беларусь).

### Конец монополии ОРТ — ВГТРК — Белтелерадиокомпании (1995—2001)
В августе 1994 года Гостелерадио Республики Беларусь было переименовано в Национальную государственную телерадиокомпанию Республики Беларусь (Белтелерадиокомпанию). 1 апреля 1995 года 1-й канал Останкино был заменён ОРТ (Общественное российское телевидение). 3 октября 1996 года частная телекомпания «Восьмой канал» запустила одноимённый телеканал. После предоставления российскому каналу НТВ статуса федерального он также стал вещать в Беларуси.
С конца 1990-х годов Белтелерадиокомпания начала вмешиваться в эфир российских телеканалов ОРТ, РТР, а с 2000 года и НТВ (по причине того, что эти телекомпании не оплачивали своё вещание в Беларуси). Это выражалось в замене российской рекламы на белорусскую, сокращением времени вещания (работа российских каналов в Беларуси начиналась позже и заканчивалась раньше обычного, также имели место дневные перерывы в вещании) и исключением из сетки некоторых программ, в том числе тех, в которых критиковалась белорусская власть.

### Дальнейшее развитие (2001—2010)
После распространения вещания телеканала «ТВ-6» на всю Россию в 2000 году он стал также вещать и в Беларуси. 1 января 2001 года на частоте «8 канал» начал вещание телеканал «СТВ» («Столичное телевидение»), принадлежащий минскому горисполкому, ставший фактически партнёром российского телеканала «REN-TV», сам «8 канал» переместился на отдельную частоту и стал доступен только в Минске. 25 июня 2002 года ОРТ был заменён местным телеканалом «ОНТ» («Второй национальный телеканал»), эфир которого занимали как собственные программы, так и ретрансляция части программ российского «Первого канала». До 2009 года в Беларуси вещал «Первый канал. Всемирная сеть».
21 января 2002 года ретрансляция «ТВ-6» в Беларуси была приостановлена, утреннее время и дневное время’ начал работу «Первый музыкальный», который в 2010 году был преобразован в новый белорусский развлекательный телеканал «ВТВ», контент которого состоит из программ СТС.
18 октября 2003 года НГТРК РБ запустило на частоте телеканала «Культура» (в Витебске — на частоте регионального телеканала «6 ТВК») второй национальный телеканал белорусского телевидения «ЛАД».
30 декабря 2004 года на базе Радиотелевизионной передающей станции в посёлке Колодищи была начата опытная эксплуатация цифрового вещания на 48 ТВК, передатчиком мощностью 1,0. Началась эра белорусского цифрового эфирного телевидения.
4 июля 2006 года телеканал «НТВ» в Беларуси был заменён на «НТВ-Беларусь». До 2009 года на территории страны продолжал приниматься телеканал «НТВ-Мир».
1 июля 2008 года на частоте телеканала «Россия» ЗАО «Столичное телевидение» запустило телеканал «РТР-Беларусь», сетка вещания которого базируется на базе «РТР-Планета» (версия для СНГ). Как и в случае с НТВ, до 2009 года в стране также вещал «РТР-Планета».

### Современный период (с 2010 года)
В настоящее время телевидение в Беларуси делится на государственное и коммерческое. Государственное телевидение представлено государственным предприятием — «Национальная государственная телерадиокомпания Республики Беларусь», государственными акционерными обществами «Второй национальный канал» и «Столичное телевидение». Общенациональное эфирное коммерческое телевидение представлено только развлекательным телеканалом «ВТВ».
С 15 мая 2015 года полностью прекращено аналоговое телевизионное вещание и завершен полный переход на цифровое вещание. Для сравнения: в России аналоговое ТВ было отключено лишь в 2019 году поэтапно. Кабельное аналоговое ТВ продолжает работать в Беларуси как и раньше.
С 2018 года начался постепенный отказ от российских программ на телеканале «СТВ». В эфире появились общественно-политические и социальные ток-шоу, документальные проекты, программы из серии «Авторская журналистика».
В этот же период белорусские телеканалы активно развивают формат развлекательного телевидения: на каналах стали транслироваться тревел-шоу о путешествиях в Беларуси и за её пределами, телеигры, музыкальные и юмористические шоу. В 2021 году телеканал «Беларусь-1» представил адаптацию британского формата «Х-фактор», а год спустя, на телеканале ОНТ появляется проект собственной разработки — «Звездный путь». В 2023 году компания «Столичное телевидение» запускает женское реалити-шоу.
В 17 сентября 2024 году начал свою работу общенациональный новостной круглосуточный канал «Первый информационный», созданный на базе Агентства теленовостей Белтелерадиокомпании. В 24 сентября 2024 году на телеканале «Беларусь 2» совместно с Верховным судом и Министерством юстиции начинается показ первого в Беларуси судебного шоу «Суд решит».
Также планируется запуск англоязычного телеканала,который будет создан на базе телеканала «Беларусь 24».

## Общереспубликанские телекомпании

### НГТРК РБ
Национальная государственная телерадиокомпания Республики Беларусь (НГТРК РБ) — крупнейшее телевизионное производство Республики Беларусь, своеобразный медиахолдинг.
Обеспечивает трансляцию семи телевизионных каналов собственного производства — 6 общереспубликанских и одного спутникового:
1. Телеканал «Беларусь-1»
2. Телеканал «Беларусь-2»
3. Телеканал «Беларусь-3»
4. Телеканал «Беларусь-5»
5. Спутниковый телеканал «Беларусь 24»
6. Региональный телеканал «Беларусь-4»[3]
7. Телеканал «НТВ-Беларусь» (переформатированный телеканал НТВ)
8. «Первый информационный» (созданный на базе АТН)

НГТРК обеспечивает также вещание:
- общереспубликанского Первый Национальный канал Белорусского радио,
- Канал «Культура»,
- радиостанции «Беларусь (радиостанция)»,
- радиостанции «Столица»,
- радиостанции «Радиус-FM»,

Кроме того, НГТРК обеспечивает деятельность пяти областных телерадиокомпаний.
Ориентировочное число сотрудников НГТРК (вместе со штатом технического персонала) — около 1500 человек.

### ЗАО «Второй национальный телеканал»
АО «Второй национальный телеканал» обеспечивает трансляцию одного канала — «ОНТ» (на частоте «Общенациональное телевидение»).
В эфирной сетке ОНТ лицензионная продукция Первого канала сочетается с телевизионным продуктом собственного производства. Канал производит оперативные выпуски новостей.
ЗАО «Второй национальный телеканал» обеспечивает также вещание радиостанции «Центр FM» (бывш. «Радио ОНТ»)

### ЗАО «Столичное телевидение»
Обеспечивает трансляцию двух телеканалов — «СТВ» и «РТР-Беларусь» на всю территорию Беларуси.
Первоначально «СТВ» развивался как форматированный телеканал «РЕН ТВ» с выпусками белорусских новостей. Сейчас же на телеканале «СТВ» транслируется большая часть программ собственного производства (около 80 процентов) и немного рейтинговых программ и телесериалов «РЕН ТВ».
Как заявляется в концепции СТВ, «Столичное телевидение» ориентировано на активную часть населения в возрасте 20-49 лет.
Канал «РТР-Беларусь» является переформатированной версией телеканала «РТР-Планета» (московское время +3 часа). В течение дня на канале выходят блоки новостей — «Беларусь.Новости», а также утренняя программа «Новое утро», с 2019 года выходящая вместо программы «Утро России».
ЗАО «Столичное телевидение» обеспечивает также вещание радиостанций «Душевное радио» и «Супер FM».

### БелРос
БелРос (до 24 сентября 2017 года — ТРО Союза) — телевидение и радио Союзного государства Беларуси и России. БелРос создана Договором между Российской Федерацией и Республикой Беларусь от 22 января 1998 года. Выходят в эфир телеканал «БелРос», ряд новостных и информационно-аналитических радиопередач на Радио-КП, издаётся видеопродукция. Председатель Телерадиовещательной организации Союзного государства — Николай Ефимович. Базируется в Москве.

### Кабельное телевидение
Кабельное телевидение доступно во многих городах Республики Беларусь, и насчитывает около 100 транслируемых каналов. Это общедоступные белорусские телеканалы: Беларусь-1, Беларусь-2, Беларусь-3, Беларусь-4, Беларусь-5, Первый Информационный, НТВ-Беларусь, РТР-Беларусь, СТВ, Мир, а также телеканалы, не доступные через эфирное наземное вещание: Восьмой канал, БелМузТВ, «+TV», Яснае ТВ, «ТВ3 Беларусь», «RU.TV Беларусь», ТНТ International. Существует также местное телевидение — в областных и во многих районных городах.
Кроме белорусских представлены телеканалы Российской Федерации в основной массе тематические: телеканалы ВГТРК (Россия К, Моя планета, Карусель International (совместно с «Первый канал. Всемирная сеть»), телеканалы «Цифровое телесемейство», Дом кино, Телекафе, Время). Также в Беларуси распространён и казахстанский телеканал («24KZ»).
Телеканалы распространяются через дистрибуторов, получивших лицензию на продвижение телеканалов на территории Республики Беларусь. На территории Республики Беларусь дистрибьюторами телеканалов являются ООО «БелБизнесМедиа», ЗАО «Телекоммуникационные кабельные сети», ООО «ТелекомБелМедиа», ЧУП «БетаТелесеть», ОДО «Белвиасат», ООО «Балтинвесттелеком», ООО «МультимедиаПарк», ООО «Кинохата» и ООО «Навигатор ТВ».
Права на трансляцию телеканалов дистрибуторы предоставляют сети кабельных операторов, крупнейшие из которых находятся в Минске — МТИС и Космос ТВ, а также в областных городах. В Беларуси действует около 130 операторов кабельного телевидения, Белтелеком производит трансляции по протоколу IPTV через бренд Zala. Развивается также цифровое телевидение.
В январе 2019 года компания «Космос ТВ» (работает в Беларуси под брендом «Космос Телеком») первой в республике запустила телеканал в формате сверхвысокой четкости — «Ultra 4K Extreme».

### Закрытые телеканалы
- Первый музыкальный (2002—2010)
- ВТВ (2010—2024)
- Нирэя (Гомель, 1994—2024)
- MTV Беларусь (2006—2010)
- 6ТВК (Витебск, 1998—2003)
- TV RAY (2009—2012)
- Song TV Belarus
- Квант (Полоцк, 1999—2015)
- ББК (ранее «БелБизнесЧенел», 2016—2022)